# Амущи Большое
Амущи Большое — село в Хунзахском районе республики Дагестан. Административный центр сельского поселения «Сельсовет Амущинский».

## География
Село расположено на Хунзахском плато, на правом берегу реки Хебдареч.

## Население
| 1888  | 1895  | 1926 | 1939 | 1970 | 1989 | 2002  |
| ----- | ----- | ---- | ---- | ---- | ---- | ----- |
| 574   | ↘550  | ↗551 | ↗692 | ↗721 | ↗907 | ↗1169 |
| 2010  | 2021  |      |      |      |      |       |
| ↗1510 | ↘1376 |      |      |      |      |       |